# James Grant (Politiker, 1812)

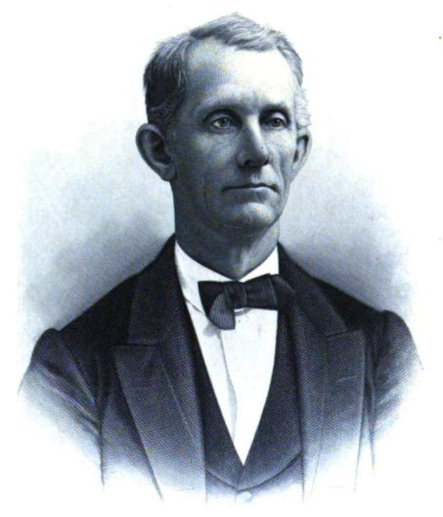
Portrait von James Grant, 1903 posthum veröffentlicht

James Grant  (* 12. Dezember 1812 im Halifax County; † 14. März 1891 in Oakland) war ein US-amerikanischer Anwalt, Politiker und Unternehmensleiter.
Grant wuchs auf der Plantage seiner Familie bei Enfield im Halifax County im US-Bundesstaat North Carolina auf und begann im Alter von 14 Jahren ein College-Studium an der University at Chapel Hill, das er nach vier Jahren abschloss. Nach einer juristischen Ausbildung zog er 1834 nach Chicago, wo er eine Anwaltskanzlei eröffnete. Im selben Jahr wurde er als Staatsanwalt des Bundesstaats Illinois angestellt.
1838 gab er diese Stelle auf und verlegte seinen Wohnsitz nach Davenport im Osten des Iowa-Territoriums. Dort wurde Grant, ein Mitglied der Demokratischen Partei, 1841 als Vertreter des Scott Countys in die Legislative des Territoriums entsandt, der er vom 6. Dezember 1841 bis 4. Dezember 1842 angehörte. 1844 und 1846 war er Mitglied der beiden verfassunggebenden Versammlungen des entstehenden Bundesstaats Iowa. Nach dessen Gründung 1846 wurde Grant im folgenden Jahr zum Amtsrichter berufen.
Grant war einer der Investoren, die den Bau des Illinois-and-Michigan-Kanals finanzierten. Der Kanal war ab 1848 durchgängig vom Michigansee bei Chicago bis LaSalle am Illinois River befahrbar. Ab etwa 1845 war Grant daher maßgeblicher Verfechter einer Eisenbahnverbindung von Rock Island, das von Davenport durch den Mississippi River getrennt ist, nach LaSalle. 1847 wurde unter seiner Beteiligung die Rock Island & La Salle Rail Road gegründet. Nach einer Änderung der Pläne zugunsten einer durchgehenden Strecke bis Chicago wurde die Gesellschaft in Chicago & Rock Island Railroad umbenannt. Vom 27. November 1850 bis 22. Dezember 1851 war Grant der erste Präsident der Bahngesellschaft.
1852 wurde Grant in das Repräsentantenhaus von Iowa gewählt und zum Speaker of the House erhoben. Er übte dieses Amt eine Legislaturperiode vom 6. Dezember 1852 bis 3. Dezember 1854 aus. Anschließend praktizierte er wieder als Rechtsanwalt.
Um 1880 zog Grant aus gesundheitlichen Gründen in das mildere Kalifornien, wo er am 14. März 1891 in Oakland verstarb.